# Unorthodox (Edge of Sanity)
Unorthodox è il secondo album in studio del gruppo musicale progressive death metal svedese Edge of Sanity, pubblicato dalla Black Mark nel 1992.

## Tracce
1. The Unorthodox – 0:38
2. Enigma: A) The Blessing B) Celestial Dissension C) The Loss of Hallowed Life – 7:06
3. Incipience to the Butchery – 2:00
4. In the Veins / Darker Than Black – 4:42
5. Everlasting (Epidemic Reign Part III) – 5:34
6. After Afterlife – 4:37
7. Beyond the Unknown – 3:51
8. Nocturnal – 5:36
9. A Curfew for the Damned (...Blind Belief) – 4:31
10. Cold Sun (Epidemic Reign Part IV) – 2:51
11. The Day of Maturity – 3:54
12. Requiscon by Pace – 1:24
13. Dead but Dreaming – 4:04
14. When All is Said – 6:53

## Formazione
- Dan Swanö − voce
- Anders Lindberg − basso
- Benny Larsson − batteria
- Andreas Axelsson − chitarra, voce
- Sami Nerberg − chitarra, voce